# 留尼旺椋鳥
留尼旺椋鳥（Fregilupus varius）是一種已滅絕的椋鳥。

## 描述
留尼旺椋鳥是於1669年發現，並由荷蘭自然學家Pieter Boddaert所描述。牠的頭上有一個灰冠，長30厘米。雙翼呈灰褐色，展開達4.7厘米。尾巴長11.4厘米及呈紅褐色。腳呈黃色，踝骨長約3.9厘米，趾甲彎曲。頭、頸及腹部都呈白色。牠們是兩性異形的，雄鳥的喙長4厘米及呈淺黃色，稍微向下彎曲；雌鳥的喙較細小及筆直。雄鳥的冠向前，而雌鳥的冠向後。由於牠們有冠及喙的形狀，一直以來科學家都將牠們看是戴勝的親屬。最初牠被命名為Hupupa varia，但後來勒內-普里梅韋勒·萊松（René-Primevère Lesson）於1831年將牠分類在自己獨立的屬中。後來於1874年根據其骨骼的分析而將牠分類在椋鳥科中。
留尼旺椋鳥是留尼旺的原住民。牠們生活在潮濕的沼澤森林及海岸山區樹林中，主要吃昆蟲、農作物及水果。有關示愛、築巢、妊娠期等繁殖資料則不明。

## 滅絕
留尼旺椋鳥的減少可以在19世紀自然學家的信中可以見到。牠們滅絕的原因是大家鼠的入侵，而引入家八哥來對付蝗蟲亦令牠們大量減少。由於牠們吃咖啡果及肉質鮮美，故亦被人類所獵殺。最後的留尼旺椋鳥是於1837年被獵殺的。
自1848年起，森林的破壞造成棲息地的減少。有指於1868年曾看見牠們的蹤跡，但這卻不能證實。
直至2006年，現存共有19個留尼旺椋鳥的標本。

## 外部連結
- The Auk - Myology of Fregilupus varius in relation to its systematic position
- 300 Pearls - Information on the website of the Museum for Natural History in Amsterdam （页面存档备份，存于）
- On the anatomy and relationships of Fregilupus varius, an extinct starling from the Mascarene Islands
- 標本RMNH 110.050的立體圖 （页面存档备份，存于）